# Roddy McDowall
Roderick Andrew Anthony Jude „Roddy” McDowall (Herne Hill, London, 1928. szeptember 17. – Los Angeles, Kalifornia, 1998. október 3.) Tony- és Emmy-díjas angol születésű amerikai színész és fotográfus.

## Élete

### Fiatalkora
Roddy McDowall London Herne Hill nevű negyedében született, 1928. szeptember 17-én.
Anyja, Winsfriede L. Írországban született, és színésznő volt. Apja,  Thomas Andrew McDowall a haditengerészetnél dolgozott. Volt egy nővére, Virginia (1927–2006).
Tanulmányait, Felső Norwood Londonban tette le a St. Joseph's College, római katolikus középiskolában.
1940-ben a családjával együtt az Egyesült Államokba költözött a második világháború kitörése miatt. McDowall 1949-ben vált honosított amerikai állampolgárrá és így élete további részét az Egyesült Államokban töltötte.

### Pályafutása
McDowall a pályája kezdetén megjelent több brit filmben, mint kisfiú. Miután egy iskolai darabban színészi díjat nyert, kilencévesen megkapta első filmes szerepét a Scruffyban (1938).
Másik jól ismert filmes megjelenése a fiatal Huw Morgan szerepében a Hová lettél, drága völgyünk? (1941), ahol találkozott, és egy élethosszig tartó barátságot kötött Maureen O’Harával. A film elnyerte a legjobb filmnek járó Oscar-díját. Majd a Lassie hazatérben (1943) főszerepet játszott, amelynek köszönhetően találkozott Elizabeth Taylor színésznővel, akivel szintén életre szóló barátsága alakult ki. Ezután megjelent Ken McLaughlin főszerepében az 1943-as My Friend Flickaban. További számos más filmben jelent meg, köztük A mennyország kulcsában (1944), melyben Gregory Peck volt a főhős, és a Dover fehér szikláiban (1944).
Az ezt követő évtizedekben, felnőttként már sikeresen folytatta pályáját. Nemcsak filmekben, de filmsorozatok vendégszereplőjeként is, mint például az Alkonyzóna, az Eleventh Hour, Támadás egy idegen bolygóról, The Carol Burnett Show, a Columbo filmsorozat egyik gyilkosa, a Szerelemhajó, Egy úr az űrből, Gyilkos sorok és a Quantum Leap – Az időutazóban.
Egyik legemlékezetesebb főszerepe A majmok bolygója filmekben Caesar és Cornelius megformálása volt.

### Magánélete
Bár McDowall az élete során sosem tett nyilvános nyilatkozatokat szexuális irányultságáról, több szerző azonban azt állította, hogy diszkréten meleg volt.

### Halála
McDowall 1998. október 3-án tüdőrákban halt meg otthonában a Los Angelesi Studio City kerületében. „Nagyon nyugodt volt,” mondta Dennis Osborne, forgatókönyvíró barátja, aki gondoskodott a színészről az utolsó hónapjaiban. „Pont úgy volt, ahogy akarta és tervezte.” Mielőtt meghalt, sok barátja látogatta meg az otthonában, köztük híres filmes személyek is, mint Elizabeth Taylor és Sybil Christopher. Halála után elhamvasztották a Neptunusz Society Columbariumban. 
Temetése kívánsága szerint nem volt hivalkodó vagy hivatalos megemlékezés. Halála után egy hónappal Elizabeth Taylor, McDowall többi barátjával együtt, megemlékezést tartott a házában.

## Munkái

### Filmográfia
| - Yellow Sands (1938) - Scruffy (1938) - Sarah Siddons (1938) - Murder in the Family (1938) - Hey! Hey! USA (1938) - I See Ice (1938) - John Halifax (1938) - Convict 99 (1938) - Dirt (1939) - The Outsider (1939) - Poison Pen (1940) - His Brother's Keeper (1940) - Murder Will Out (1940) - Dead Man's Shoes (1940) - Just William (1940) - Saloon Bar (1940) - You Will Remember (1941) - Embervadászat (1941) - This England (1941) - Hová lettél, drága völgyünk? (1941) - Confirm or Deny (1941) - Son of Fury: The Story of Benjamin Blake (1942) - On the Sunny Side (1942) - The Pied Piper (1942) - My Friend Flicka (1943) - Lassie hazatér (Lassie Come Home) (1943) - Dover fehér sziklái (1944) - A mennyország kulcsa (1944) - Thunderhead - Son of Flicka (1945) - Molly and Me (1945) - Holiday in Mexico (1946) - Rocky (1948) - Macbeth (1948) - Kidnapped (1948) - Tuna Clipper (1949) - Black Midnight (1949) - Killer Shark (1950) - Everybody's Dancin' (1950) (Cameo) - Big Timber (1950) | - Screen Snapshots: Hollywood Goes to Bat (1950) (short subject) - The Steel Fist (1952) - Idegen a cowboyok között (1958) - A földalattiak (1960) - Éjféli csipke (1960) - A leghosszabb nap (1962) - Kleopátra (1963) - Shock Treatment (1964) - A világ legszebb története - A Biblia (1965) - The Third Day (1965) - A megboldogult (1965) - A fránya macska (1965) - Daisy Clover belülről (1965) - Nahát, ilyet! (1966) - The Defector (1966) - It! (1966) - Egy inas kalandjai Kaliforniában (1967) - The Cool Ones (1967) - A majmok bolygója (1968) - A pókerkirály (1968) - Midas Run (1969) - Hello Down There (1969) - Angel, Angel, Down We Go (1969) - A majmok bolygója 2. (1970) - Csinos lánykák sorban állva (1971) - A majmok bolygója 3. (1971) - Ágygömb és seprűnyél (1971) - A majmok bolygója 4. (1972) - A Poszeidon katasztrófa (1972) - Roy Bean bíró élete és kora (1972) - Az ördög házának legendája (1973) - A majmok bolygója 5. (1973) - Arnold (1973) - Piszkos Mary és őrült Larry (1974) - Funny Lady (1975) - Mean Johnny Barrows (1976) - Embryo (1976) - Sixth and Main (1977) - Laserblast (1978) - A nyúlpróba (1978) | - Macska az űrből (1978) - A legyőzhetetlen (1978) - Nutcracker Fantasy (1979) (voice) - A fekete lyuk (1979) (voice) - Scavenger Hunt (1979) - A király visszatér (1980) (voice) - Charlie Chan és a Sárkánykirálynő átka (1981) - Nyaraló gyilkosok (1982) - Az erőszak iskolája (1982) - Zoo Ship (1985) (voice) - Frászkarika – Veszélyes éj (1985) - GoBots: Battle of the Rock Lords (1986) (voice) - Csapdában (1987) - A vasmacska kölykei (1987) - Doin' Time on Planet Earth (1988) - Frászkarika 2 (1988) - Heroes Stand Alone (1989) - Kivégzős (1989) - A nagy film (1989) - Shakma (1990) - Tengeralattjáró akadémia (1990) - Halálos játék (1991) - The Naked Target (1992) - Az iker bajjal jár, avagy az óvóbácsik visszatérnek (1992) - The Magical World of Chuck Jones (1992) (documentary) - Szellemek háza (1993) - Angel 4: Undercover (1993) - The Color of Evening (1994) - Mirror, Mirror 2: Raven Dance (1994) - Star Hunter (1995) - A fűhárfa (1995) - Last Summer in the Hamptons (1995) - The Fantasy Worlds of Irwin Allen (1995) (documentary) - Búcsúmulatság (1996) - Mary Pickford: A Life on Film (1997) (documentary) - A dzsungel könyve 2. - Maugli és Balu (1997) - When It Clicks (1998) (short subject) - Hinni, mindenáron (1998) - Egy bogár élete (1998) (voice) - Keepers of the Frame (1999) (documentary) |

### Televízió
| - The Twilight Zone (1960) - The Tempest (1960) - Naked City: The Fault In Our Stars (1961) - Alfred Hitchcock Hour (episode - The Gentleman Caller) (1964) - Batman (1966) (season 1, episodes "The Bookworm Turns / While Gotham City Burns," as the Bookworm) - The Cricket on the Hearth (1967) (voice) - Támadás egy idegen bolygóról (1967) - The Legend of Robin Hood (1968) - Night Gallery (1969) (pilot for series) - Terror in the Sky (1971) - A Taste of Evil (1971) - What’s a Nice Girl Like You...? (1971) - Columbo - Rövid szivar (1972) - Mission: Impossible (1972) - The Rookies: Dirge for Sunday (1972) - Topper Returns (1973) (unsold pilot) - Miracle on 34th Street (1973) - Black Day for Bluebeard (1974) - A majmok bolygója (televíziós sorozat) (1974) - The White Seal (1975) (voice-narrator) - Árvíz (1976) - The Tick (1994) (voice-Breadmaster) - Mowgli’s Brothers (1977) (voice) - The Rhinemann Exchange (1977) (miniseries) | - The Fantastic Journey (1977) (canceled after 10 episodes) - Supertrain - The Green Lady (1978) - The Immigrants (1978) - A bagdadi tolvaj (1978) - Egy úr az űrből (1979) - Szerelemhajó (1979) - Hart to Hart (1979) (pilot for series) - Marsbéli krónikák (1980) (minisorozat) - The Memory of Eva Ryker (1980) - The Return of the King (1980) (voice) - A milliókat érő arc (1981) - Mae West (1982) - Tales of the Gold Monkey (1982–1983) - This Girl for Hire (1983) - Robin Hood mókás kalandjai (1984) - Hollywood Wives (1985) (miniseries) - Alice csodaországban (1985) - Gyilkos sorok (1985-1989) - Bridges to Cross (1986) (canceled after a few episodes) - Remo Williams (1988) (unsold pilot) - 80 nap alatt a Föld körül (1989) (minisorozat) - Az új Lassie (1989-1992) - An Inconvenient Woman (1991) - The Pirates of Dark Water (1991–1992) (voice) | - Az idő malmai (1992) - Quantum Leap – Az időutazó - (Season 4 - A leap for Lisa) (1992) - Heads (1993) - Két lökött kutya (1993) Chameleon - SWAT Kats (1993-1995) as Lenny Ringtail/Madkat (voice) - Red Planet (1994) (miniseries) - Batman: The Animated Series (1994) as Jervis Tetch/The Mad Hatter (voice) - Nyomoz a páros - Olajralépés (1994) - Te vagy az idegen! (1995) - Bunkó és Vész (1995–1998) as Snowball (voice) - Tracey Takes On... (1996) - Tíz kicsi áldozat (1996) - Unlikely Angel (1996) - Gargoyles (1996-1997) as Proteus (voice) - Testvércsapda (1997) |

### Darabok
- Misalliance (1953)
- Escapade (1953)
- No Time for Sergeants (1955)
- Good as Gold (1957)
- Compulsion (1957)
- Handful of Fire (1958)

| - Look After Lulu (1959) - The Fighting Cock (1959) - Camelot (musical) (1960) - The Astrakhan Coat (1967) - Charlie's Aunt (1975) |